# 威廉一世 (不倫瑞克-沃爾芬比特爾)
威廉一世（约1270年—1292年9月30日在不倫瑞克），布倫瑞克-呂訥堡公爵。
威廉是不倫瑞克-呂訥堡公爵阿爾布雷希特一世的第三子。阿爾布雷希特一世於1279年去世後，三位兒子海因里希一世、阿爾布雷希特二世及威廉繼承他的爵位，但被置於維爾登大主教康拉德的攝政下。1279年，三兄弟聯手對抗當時的希爾德斯海姆主教奧托一世（Otto I），並由此奪得了坎彭城堡。在兄弟之間發生爭執後，阿爾布雷希特二世和威廉結盟對抗海因里希一世，並於1288年爆發公開的敵對行動。成年後，威廉兄弟三人於1291年瓜分領地：威廉獲得父親的北部領地，包括不倫瑞克、舍寧根、哈茲堡、塞森和柯尼希斯盧特。三兄弟在不倫瑞克市的控制權問題上產生分歧。
僅僅一年後，威廉去世，兄長將他的領地瓜分。其遺產糾紛爆發，亨利被迫遷往格魯本哈根，將布倫瑞克-沃爾芬比特爾的統治權交給阿爾布雷希特二世。威廉被葬於不倫瑞克大教堂。
威廉迎娶黑森伯爵亨利一世的女兒伊莉莎白，但這段婚姻似乎並未留下子嗣。